# شارل لوماری
شارل لوماری (انگلیسی: Charles LeMaire؛ ۲۲ آوریل ۱۸۹۷ – ۸ ژوئن ۱۹۸۵) یک طراح صحنه و لباس اهل ایالات متحده آمریکا بود.
وی همچنین برنده جوایزی همچون جایزه اسکار شده است.